# Lotus birth
La nascita lotus o lotus birth è una modalità di parto in cui non viene reciso il cordone ombelicale e la placenta e gli altri annessi fetali (membrane coriali, cordone ombelicale) rimangono sempre attaccati al neonato dopo il secondamento e si distaccano da esso in modo naturale dopo alcuni giorni dal parto.

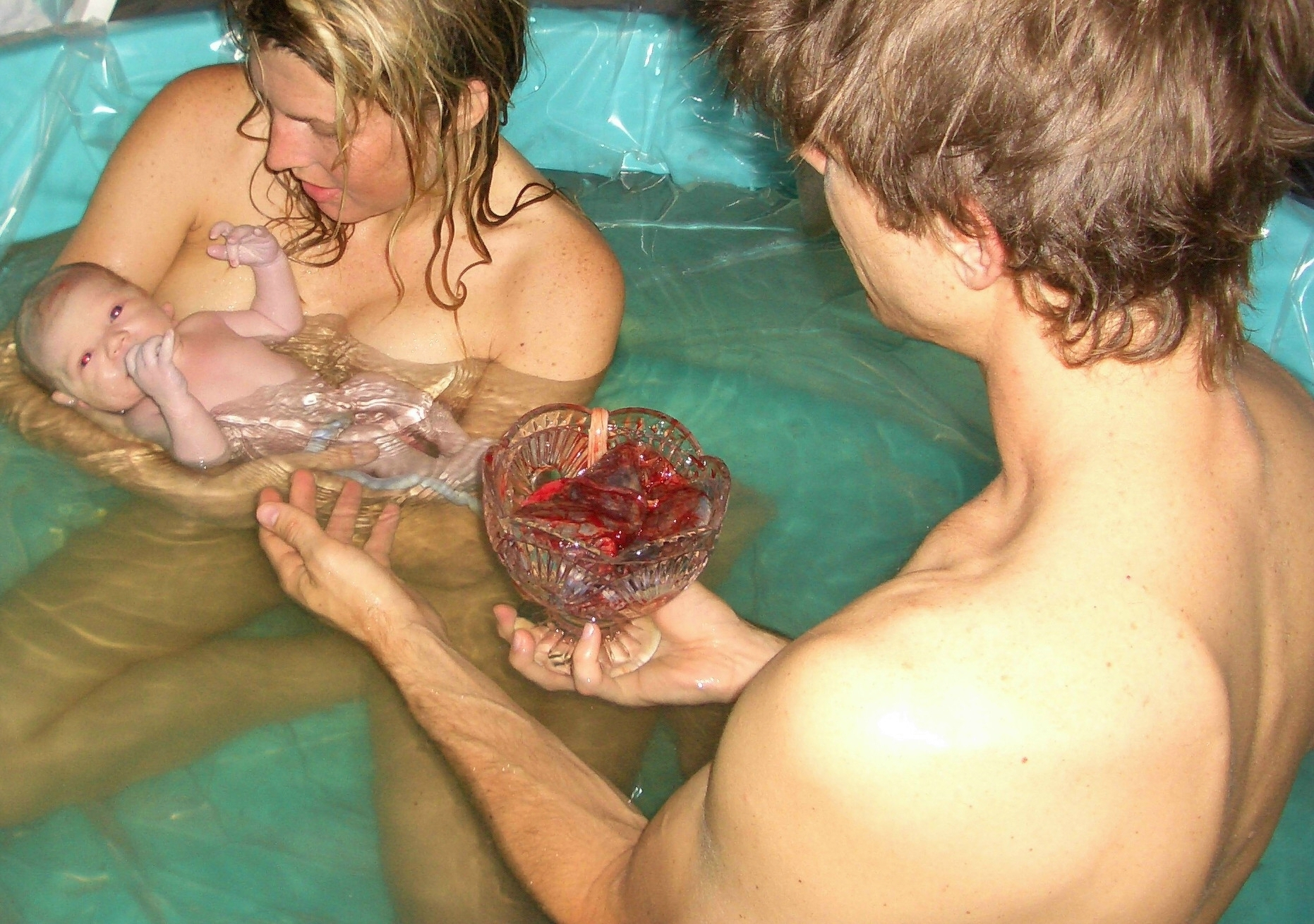
Esempio di Lotus birth, in cui dopo il parto il nascituro rimane attaccato alla placenta tramite il cordone ombelicale

## Rischi per la salute
Il Royal College of Obstetricians and Gynaecologists (RCOG) ha dichiarato: "Se lasciato per un periodo di tempo dopo la nascita, vi è un rischio di infezione nella placenta che può di conseguenza diffondersi al bambino. La placenta è particolarmente a rischio di infezione quando contiene del sangue. Nella fase di post-parto, essa non ha circolazione ed è essenzialmente tessuto morto". Il RCOG raccomanda vivamente che qualsiasi bambino fatto nascere con il lotus birth sia attentamente monitorato per le infezioni.